# Theodoras Milonas
Theodoras Milonas es un deportista griego que compitió en taekwondo. Ganó una medalla de plata en el Campeonato Europeo de Taekwondo de 1994, en la categoría de –76 kg.

## Palmarés internacional
| Campeonato Europeo | Campeonato Europeo | Campeonato Europeo | Campeonato Europeo |
| Año                | Lugar              | Medalla            | Categoría          |
| ------------------ | ------------------ | ------------------ | ------------------ |
| 1994               | Zagreb (Croacia)   | Medalla de plata   | –76 kg             |